# Merano
Merano (nemško Meran, ladinsko Maran) je mesto v Italiji z okoli 40.000 prebivalci na Južnem Tirolskem in glavno mesto upravne skupnosti Meranske. Prebivalci večinoma govorijo nemško (51,5 %), italijansko (48 %) in ladinsko (0,5 %). Leta 2004 je mesto imelo še 35.119 prebivalcev, od tega 7,2 % tujcev.

## Upravno politična razdelitev
V Meranu je 9 četrtnih odborov:
- Marlinger Siedlung / Quartiere Marlengo (Marlinško naselje)
- Meran Zentrum / Merano Centro (Meransko središče)
- St.-Vigil-Platz / Piazza San Vigilio (Sv. Vigilev trg)
- Maria Himmelfahrt / Santa Maria Assunta (Načrt Marijinega vnebovzetja)
- Gampenstraße / via delle Palade (Gampenska cesta)
- Wolkensteinsstraße / via Wolkenstein (Wolkenštajnova ulica)
- St. Valentin / San Valentino (Sv. Valentin)
- Sinich / Sinigo
- Steinach (Štajnah)